# 基特·卡森
克里斯朵夫·休斯敦·“基特”·卡森（Christopher Houston "Kit" Carson，1809年12月24日—1868年5月23日）是一名美国前线军人。卡森16岁时离开了今天密苏里州的农村，在美国西部狩猎。他为约翰·弗雷蒙充当向导获得名声。在1846年到1848年的美墨戰爭中他在加利福尼亚州略有参与。
后来他在新墨西哥州做农场主。在南北战争中他帮助联邦军组织新墨西哥志愿军。后来納瓦霍族乘内战导致的军事削弱进攻，美国政府派他去镇压这次起义。他的任务是把納瓦霍族聚集起来迁移到萨姆纳堡。但是印第安人拒绝迁移躲藏入谢伊峡谷后，卡森开始对印第安人进行经济战，摧毁他们的作物、牲畜和村落。通过摧毁他们的食物来源他最后逼迫纳瓦霍族认识到迁移到保护区是唯一的生路。1864年约八千名纳瓦霍族向美军投降，其他八千名依然躲藏在偏远地区。此后卡森回到自己家里。南北战争结束后卡森迁徙到科罗拉多州并在那里逝世。

## 早年生活
卡森出生于肯塔基州麥迪遜縣里奇蒙市附近，1809年他父母带着他和他的兄弟姐妹迁移到密苏里州弗兰克林的农村。卡森的父亲林赛·卡森是苏格兰-爱尔兰移民的后代，并在韦德·汉普顿手下参加了美国独立战争。他有15个孩子，和他的第一名妻子有五个，和基特的母亲有十个。基特是第十一个孩子。他从小就获得了“基特”这个外号。卡森家在丹尼尔·布恩的地上定居，布恩是在路易西安納購地之前从西班牙人手里把这些地买下来的。布恩和卡森家成了好朋友，他们一起劳作、交接、成亲。
卡森八岁的时候他父亲在垦荒的过程中从树上掉下来逝世。这个损失使得他们全家陷入极其贫困状态，基特被迫退学在家里的农庄上打工和打猎。14岁时他到弗兰克林市内当学徒学制造马鞍。弗兰克林位于两年前开始的圣菲小路的一端。许多来买马鞍的人是猎人和商人，基特听他们讲西部的故事。卡森觉得他在店里的工作讨厌，他曾经说：“这个生意不适合我，我决定离开。”他的师傅同意他离开，并说假如他回来得话他可以获得一分钱，并等了一个月后才在当地报纸里发表了他离开的消息。
16岁时卡森偷偷和一个去圣菲的大商队签约。他的任务是照顾马、骡和牛。1826年到1827年冬他和一个猎人和探险者马修·金基德待在陶斯。金基德和卡森的哥哥一起在1812年的战争中打过仗，他教卡森设陷阱捕猎。卡森还学了必要的语言，后来他能流利地说西班牙语、纳瓦霍语、阿帕切语、夏安语、阿拉巴霍语、派尤特语、休休尼語和猶他语。

## 狩猎
卡森在圣菲小路和在墨西哥作为其他人的助手赢得了经验后他加入了一个由40人的队伍于1829年8月去往希拉河畔的阿帕契县。在那里他们被袭击，这是卡森首次参加战斗。他们继续前进，到达加利福尼亚，在那里狩猎和交易，他们从沙加緬度一直到旧金山，然后又返回到科罗拉多河狩猎，于1830年4月回到陶斯。
1835年夏25岁的卡森参加了在怀俄明州西南绿河畔召开的山人聚会。他开始对一个叫（歌唱的草）的阿帕切族妇女产生兴趣。她的族人的营地就在聚会场所附近。据说歌唱的草经常去聚会场所，一个法裔加拿大人约瑟夫·绸因纳也对她感兴趣。但是歌唱的草选择了卡森。绸因纳因此非常生气，因此开始打闹。卡森因此决定和绸因纳决斗。两人在马上装弹药，然后对射。卡森射断了绸因纳的一根拇指，而他的对手的子弹擦过了他的耳朵，燃焦了他的头发和眼睛。卡森说绸因纳是一个极好的射手，可能是因为他的马惊了所以他才没有打着他。
绸因纳的结局不明。卡森和他的决斗使他在山人中的声誉提高，但是一般认为这样的举动对他来说是很不典型的。
卡森回忆他狩猎的年代是他“最幸福的时期”。在歌唱的草的陪伴下他沿黄石河、保德河、大角河捕捉河狸，把皮帽卖给哈德逊湾公司或者吉姆·柏瑞哲等知名的边境人士。他们游荡在今天的科罗拉多州、犹他州、爱达华州和蒙大拿州。卡森的第一个孩子是一个女孩儿，出生于1837年。歌唱的草还生了一个女儿，但是在孩子出生后不久发烧，死于1838年到1840年间。
这个时候美国正处于一场大萧条的时期。时装的时髦也改变了，更多人喜欢丝帽子，因此对河狸皮毛的需求下降。此外对河狸的狩猎使得河狸的数量大大下降，这些因素最后导致狩猎行业的败落。卡森说：“河狸越来越少了，我们得找个新行业了。”
他参加了1840年夏的最后一次山人集会，然后移居到本特要塞受聘当猎人。1841年他和一个夏安妇女“造我们的路”结婚。但是他们结婚后不久造我们的路就离开他随自己部落的迁徙走了。
1842年卡森遇到了陶斯一个知名家庭的女儿并与她订婚。安东尼奥·何塞·马丁奈斯把他颁依到天主教，1843年2月6日两人结婚。这是卡森的第三任妻子，当时他34岁，而他的妻子只有14岁。他们两人有八个孩子，他们的后代今天还生活在阿肯色河谷。

## 向导
1842年初卡森决定回到密苏里，他带他的女儿回到他家早先住的弗兰克林附近，并为他女儿提供教育。那年夏他在密苏里河的一条轮船上碰到约翰·弗雷蒙。弗雷蒙正在准备他的第一次远征，他在找一个能够把他带到大陆分水岭南山口的向导。两人结识后卡森说他在这个地区待了很久，因此可以为弗雷蒙服务。他们一行25人一共走了五个月，这次远征非常成功，弗雷蒙的报告在国会公布。他的报告导致了“一波满载充满希望的移民的车队”向西进发。
弗雷蒙第一次远征的成功导致了他1843年夏进行了第二次远征。他建议为俄勒冈小路的第二段，从南山口到哥伦比亚河绘图。由于卡森显示了他作为向导的技能弗雷蒙请他参加第二次远征。他们沿大盐湖进入俄勒冈州。他们确定大盆地完全被陆地环绕，没有水路流出，这对当时对北美地理的理解起了很大的作用。再向西他们来到可以望见瑞尼爾山、圣海伦斯火山和胡德山的地方。
这次远征的目标之一是寻找布埃纳文图拉河。当时科学界认为从五大湖地区有一条东西向通往太平洋的河流，既布埃纳文图拉河，但是这次远征证明这条河不存在。
冬季第二次远征在內華達山脈遇到大雪。依靠卡森在野外的经验和技巧他们没有被俄死。虽然如此他们的食物非常少，骡“互相吃它们的尾巴和背包上的皮。”
远征队向南进入莫哈韦沙漠，遭到土著人的攻击，并损失了一名成员。最后他们进入加利福尼亚，跨过墨西哥边境。墨西哥威胁将派军抵抗，因此弗雷蒙向东南进入内华达。他们在一个叫拉斯维加斯的绿洲打点。然后他们继续进发到本特要塞。1844年8月他们回到华盛顿哥伦比亚特区。他们的远征一共持续了一年多。1845年国会发表了弗雷蒙的报告。这为弗雷蒙和卡森提高了在美国的声誉。
在路上弗雷蒙的远征队遇到了一个墨西哥男人和一个男孩儿。他们遭到了土著人的伏击，是唯一的幸存者。那些土著人杀了两个男人，把两个女人钉在地上残害了她们，抢走了30匹马。卡森和另一名山人可怜他们，他们追踪了那些土著人两天，最后找到他们，冲进他们的营地。他们杀了两名土著人，驱散了其他的人，把马匹还给了墨西哥人。这次事件是卡森传奇的开始。
1845年6月1日约翰·弗雷蒙带领55人离开圣路易斯进行第三次探险，卡森又当他的向导。他们的官方目标是“确定阿肯色河的源头”，这个源头位于洛基山脉的东麓。但是他们到达阿肯色后弗雷蒙没有做任何解释急速跋涉到达加利福尼亚。1846年开动他们到达莎加缅度谷。弗雷蒙试图在那里唤起美国移民的爱国情绪。他许愿说假如和墨西哥开战的话他的军队将“来保护他们”。在蒙特雷弗雷蒙几乎挑衅墨西哥将军何塞·卡斯特罗发生冲突。墨西哥军占如此的压倒性多数实际上他们的确可以摧毁弗雷蒙的远征队。弗雷蒙逃离墨西哥控制的加利福尼亚，逃到俄勒冈北部，在上克拉玛斯湖扎营。
1846年5月9日晚上弗雷蒙获得了一封美国总统詹姆斯·诺克斯·波尔克传来的信。弗雷蒙读信的时候忘了与过去那样设立夜岗。据说卡森觉得这不应该，但是他“没有意识到会有危险”。晚上卡森听到撞击声惊醒，他看到自己的朋友倒在血里。他立刻报警。当时他们被几十名美洲土著人攻击。最后他们击退了进攻者，但是弗雷蒙的人里又损失了两人。进攻者中死了一人，他们确认他是克拉玛斯湖的土著人。弗雷蒙的人“很生气”。卡森把死者的脸打成一片肉酱。
次日弗雷蒙决定袭击一个位于威廉姆森河注入克拉玛斯湖的地方的一个克拉玛斯部落的渔村作为报复，虽然很可能这个村庄和袭击他们的人可能毫无关系。学者们对这次袭击的叙述有异，但是他们同意这次袭击完全摧毁了村庄的结构。有学者认为他们也杀了妇女儿童。卡森本人在这场袭击中差点丧身。他的枪走火，一个对方的战士正要对他放毒箭。弗雷蒙用马冲倒了那个战士，救了卡森的命。
“大多数学者今天承认这个事件更深的悲剧在于弗雷蒙和卡森在他们盲目的复仇心理中可能袭击了错误的部落：杀了弗雷蒙的人的可能性是一群邻近部落的人……他们和克拉玛斯部落虽然有文化关系，但是双方是仇敌。”
弗雷蒙从克拉玛斯湖又向南进入莎加缅度谷，他触发了美国移民的暴动。暴动发起后他成为暴动的领导人。一群墨西哥人谋杀了两名美国暴动者后他囚禁了森诺玛的市长和他的两个兄弟，因为弗雷蒙认为他们参与了这次谋杀。

### 一件可耻的事
1846年6月28日森诺玛市长的父亲，一个老人，和他的两个19岁的侄子跨过旧金山湾来看望他们监狱里的亲人。据弗雷蒙的说法他们带有墨西哥军事信件。卡森和他的手下在他们下船时把他们逮捕。卡森骑马到弗雷蒙那里问怎么处置这些人。弗雷蒙下令处决他们。他说：“我不要俘虏，卡森先生。执行你的命令。”结果这三个人就被枪毙了。此后他手下人抢劫了被杀者的东西，把他们的尸体裸露着留在海滩上。后来卡森告诉人说他后悔杀了这三个人，但是这是因为弗雷蒙命令他这样做的。

## 美墨战争
弗雷蒙的加利福尼亚团继续南下逼近墨西哥的省城蒙特雷。1846年7月中美国海军准将罗伯特·F·斯托克顿带领两艘美国战舰开入蒙特雷港。他宣布美国占领蒙特雷。他听说美墨战争即将爆发后，决定下一步占领洛杉矶和聖地牙哥，并继续向墨西哥城金发。他和弗雷蒙会合力量，并授予卡森中尉衔。这是卡森军事生涯的开始。
1846年7月29日弗雷蒙的军队乘斯托克顿的一条船到达圣地亚哥，他们不费一举地占领该城。数日后在另一条船上的斯托克顿宣布占领圣巴巴拉。两支军在圣地亚哥会合后向洛杉矶进发，他们没有遇到任何抵抗占领洛杉矶。1846年8月17日斯托克顿宣布加利福尼亚为美国领土。次日史蒂文·W·科尼带着他的西部军占领圣菲，并宣布占领了新墨西哥领地。
斯托克顿和弗雷蒙迫不及待要向波尔克报告他们占领了加利福尼亚。他们让卡森把他们的信通过旱路交给总统。卡森接受了这个命令并保证在60天内穿越大陆。9月5日他带领15名欧裔美国人和六名德拉瓦族土著人出发。

### 为科尼服务
31天后卡森于10月6日在一座沙漠村庄里碰到了科尼和他带领的300名龙骑兵。科尼奉美国政府命令去占领新墨西哥和加利福尼亚，并在那里设立政府机构。他听说加利福尼亚已经被占领后派遣200名他的人回圣菲，并命令卡森作为他的向导回加利福尼亚去稳固当地的局势。科尼派另一个人带信去华盛顿。
此后六个星期里卡森带领科尼和100名龙骑兵沿希拉河穿过山地，他们于11月25日到达科罗拉多河。在道路部分地区每天有近12头骡死掉。离开洛杉矶三个月后，卡森带领科尼来到离他们的目标圣地亚哥40千米的地方。
他们截获了一个正在去往索諾拉州的墨西哥信使。从他带的信件中他们或者墨西哥人起义推翻了斯托克顿的占领。除圣地亚哥外所有的滨海城市都恢复了墨西哥控制。墨西哥人把斯托克顿围困在圣地亚哥。科尼和他的部下局势恶劣。在从新墨西哥来加利福尼亚的路上他损失了人员。要么他们得从他们隐蔽的地方出来面临墨西哥军队，要么他们得撤退，冒在回去的路上在沙漠里死亡的危险。

### 圣帕斯夸尔战役
科尼在靠近圣地亚哥的同时派人去通知斯托克顿他的到来。那个人带着39名美国人回来，并告诉科尼数百名墨西哥龙骑兵在科尼和斯托克顿之间一个叫圣帕斯夸尔的印第安人村庄里扎营。科尼决定突袭这支骑兵对来补充自己的马匹。12月5日夜他派出一支侦查队。
侦查队惊动了村里的一条狗，唤醒了墨西哥人。科尼知道自己被发现了就决定进攻。他组织自己的部队向圣帕斯夸尔冲锋。一场复杂的战斗展开了。21名美国人丧身，第二天，12月7日，晚上，美国人几乎弹尽粮绝，而且经过沿奇拉河的跋涉后精疲力尽。他们面临着饿死和被墨西哥军消灭的厄运。科尼命令他的人在一座小丘顶上挖地壕待战。
科尼派卡森和另外两个人潜过包围去求救兵。12月8日晚卡森一行三人出发去40千米外的圣地亚哥。他们没有带水壶来避免发声。因为他们的靴子太响了，他们把靴子别在腰带上。在路上他们丢了靴子，因此光脚走过沙漠、石堆和仙人掌。
12月10日科尼以为已经没有希望获得救兵了，因此他决定次日清晨突围。当晚200名美国人带领新马到来。墨西哥军看到解救的军队到来后四散。12月12日科尼到达圣地亚哥。他的到来导致了美军重新占领加利福尼亚。

## 南北战争和印第安人战争
1846年他们再次占领洛杉矶后斯托克顿任命弗雷蒙为加利福尼亚州长。弗雷蒙派卡森带信给华盛顿。他在圣路易斯碰到知名支持向西殖民的参议员托马斯·哈特·本顿。本顿也是《昭昭天命》的支持者之一。他在使得弗雷顿的报告在国会发表也起了作用。在华盛顿卡森把他的信交给国务卿詹姆斯·布坎南，并与战争部长威廉·L·马西和总统波尔克会晤。
卡森又把华盛顿的回信传送到加利福尼亚，从那里又获得信件传到华盛顿。最后卡森决定和他的妻子定居下来。1849年他们移到陶斯在那里办农场。
1845年弗雷蒙远征报告确立了卡森的英雄形象。1849年众多卡森惊险小说中的第一部被发表了。这样的西部低俗小说被称为“血与雷”式小说。在这第一部小说里卡森向一个被绑架的女郎的父母发誓把她找回来后跑到美国西部，最后把女郎救回到波士顿。
1849年11月一群阿帕切人杀了一些行人后把一个妇女华特夫人和她的女儿俘虏走了。那个妇女在试图逃跑时被杀。后来卡森带领的人找到了她，他的士兵在检查被害者的遗物时发现了一本以卡森为标题的小说。后来卡森说他看到了这本书。这是卡森首次面临他自己的神话。
华特一家被害的事情许多年使得卡森觉得不安。他曾经说：“我经常想这件事情。华特夫人读这本书的时候肯定祈祷希望我出现，她知道我就住在附近。”他怕这本书为华特夫人带来了错误的希望。他后来写道：“我非常后悔没有能够拯救这位妇女。”他对自己的名声所产生的错误印象感到不安。
1854年3月30日美国第二龙骑兵团追逐这支阿帕奇人。卡森为他们做向导。4月4日他们赶上并击溃了对手。
1858年1月22日通过卡森的调解阿拉巴霍族和陶斯的普埃布羅族达成和议。他们同意不论发生任何事件他们将支持美国，并尽力地址犹他的反叛。当时美国政府怕阿拉巴霍族与摩门教徒有联盟。
1861年4月南北战争爆发，卡森辞去他作为新墨西哥北部联邦印第安人事务代理的职务。他加入新墨西哥志愿军。虽然新墨西哥当时官方允许奴隶制，但是由于地理和经济的原因在那里奴隶制非常不实际，在其领域内也只有很少奴隶。地区政府和地区内的领导人全部支持联邦。
新墨西哥的最高指挥官是第19步兵军的爱德华·坎比上校，总部在圣菲。卡森的军衔是志愿军的上校，指挥坎比五个纵队的第三个。他手下有两个团，每个由四个第一新墨西哥志愿军的四个营组成，共约500人。
1862年初，亨利·霍普京斯·希伯利带领的得克萨斯州联盟军入侵新墨西哥。他们的目标在于占领科罗拉多富饶的金矿，把这些资源从北部转向南部。
希伯利沿格蘭德河前进，于1862年2月21日遇到坎比的军队。在这场战役中最后联盟军俘虏了联邦军的六门炮，迫使坎比的军队撤到河的对岸。联邦军损失了68人，160人受伤。卡森的部队那天早上等待在河的西岸，没有投入战斗。下午一点钟坎比下令他们渡河。卡森的团一直战斗到撤退命令到来。他的部下里一死一伤。坎比对快速征募、没有获得训练的新墨西哥志愿军没有信任。但是在他的战斗报告中他赞扬了卡森和其他军官的“激情和能量”。此后坎比和大多数他的正规军被调往东部前线，而卡森和他的新墨西哥志愿军则主要对付“印第安人骚扰”。

### 納瓦霍战争前幕
1846年9月纳瓦霍族袭击了索科罗。科尼当时刚刚占领圣菲，他正在去加利福尼亚的路上，来到这附近，听说了这次袭击。他给留在圣菲的副手写了一封信，让他派一个营去纳瓦霍地区与他们达成一个和平协议。
10月中一支30人组成的队伍被派往纳瓦霍族与纳沃纳酋长谈判。大约与此同时卡森在去往加利福尼亚的路上遇到了科尼。数星期后纳沃纳又和美国军人碰头。美国人告诉纳瓦霍他们的土地现在属于美国，纳瓦霍和新墨西哥人都是“美国的孩子”。纳瓦霍于1846年11月21日签署了一份和约。这份和约禁止纳瓦霍袭击或者对新墨西哥宣战。
和约签定后纳瓦霍依然袭击新墨西哥，在纳瓦霍看来这并不是战争，在这一点上其他印第安人部落也这样认为。1849年8月16日美国军队开始向纳瓦霍中心地区派出远征队，他们的任务是有组织地进行侦探和测量来向纳瓦霍显示美军的力量。他们对地形进行测量并计划了要塞工程。当时新墨西哥的军事总督约翰·华盛顿带领这支远征队。这支部队包括近一千名步兵、数百匹马、补给车队、55名普埃布羅族探子和四门炮。
1849年8月29日华盛顿的远征军需要水，因此开始劫掠纳瓦霍的玉米田。骑马的纳瓦霍士兵灾华盛顿的军队附近来回奔跑来把他们赶回去。华盛顿说他可以劫掠纳瓦霍的粮食因为纳瓦霍应该支付美国政府派出这支远征军的费用。华盛顿还对纳瓦霍说虽然双方敌对，但是他们和白人“依然可以成为朋友”，假如纳瓦霍明天来签署和平条约的话。纳瓦霍接受了这个邀请。
第二天纳沃纳酋长来“谈和”，与他同来的还有几个首领。双方达成协议后一个新墨西哥人认为他看到了自己被偷的马，要纳瓦霍还给他，导致双方发生争执。华盛顿支持那个新墨西哥人。纳瓦霍的马主人拿着马跑了。华盛顿对那个新墨西哥人说他可以随意挑一匹纳瓦霍马，这使得其他纳瓦霍人也都跑了。华盛顿下令他的士兵开枪。
七名纳瓦霍被杀，其他的逃跑。被杀的人当中有纳沃纳酋长。一个新墨西哥纪念品收集人把他的头顶骨给割了下来。这次屠杀导致纳瓦霍中好战的首领如曼纽利托开始占上风。

### 卡森的纳瓦霍战争
从1862年开始美洲土著人的袭击不断加强。新墨西哥人要求解决这个问题。坎比有一个把纳瓦霍族迁徙到远处的保留地的计划并把他的计划送到华盛顿去要求批准。但是同年坎比被提升为将军，并被调到东部其它职务上去了。他的后任是詹姆斯·亨利·卡尔顿准将。
卡尔顿认为新墨西哥之所以这么落后就是因为纳瓦霍的袭击。他请卡森来帮助他完成他促进新墨西哥发展的计划以及促进他自己的生涯，因为卡森的声誉已经使得一系列使用他的军人飞黄腾达了。
卡尔顿以为在纳瓦霍地区有金矿，因此他必须把他们赶走才能开采这些金子。卡尔顿对付印第安人战争的第一步是要把阿帕切部落赶走。他命令卡森不要抓俘虏。
卡森觉得卡尔顿的命令太残酷了，因此拒绝执行它。他接受了一百多名向他投降阿帕切战士，并在一个月内完成了他的任务。
1863年2月3日卡森得知卡尔顿要他去追击纳瓦霍时他写信给卡尔顿要求辞职。卡尔顿拒绝接受卡森的辞职并坚持要他合作。卡尔顿使用他对阿帕切类似的余姚命令卡森组织远征军去对付纳瓦霍。他对纳瓦霍说：“你们太经常欺骗我们了，太长久抢劫杀害我们的人了，我们不能再信任你们了。即使这场战争要持续许多年我们也将追击你们。我们现在开始了，一直到你们不再存在，不再动我们才会结束。在这件事上我们不必再啰嗦了。”
在卡尔顿的指挥下卡森执行一个最后导致纳瓦霍投降的焦土政策。大多数玉米田被用来喂他的马，有些被摧毁。卡尔顿坚持牲畜不能被用作个人使用。卡森没有把所有的树砍光。与纳瓦霍长期敌对的美洲土著人帮助他。卡森对他们的帮助感到高兴，但是他告诉他们他们不能获得战利品后他们很快就离开了。卡森的新墨西哥志愿军也给他造成麻烦。士兵离队，军官告辞。卡森催促卡尔顿接受两份他向上传递的辞职信：“我不希望指挥任何不集中精力或者不想向我这样吃苦或者不相信我们能够胜利的军官。”
在这场战胜中没有战壕战，即使小冲突也不多。卡森包围和俘虏任何他能够找到的纳瓦霍。1864年卡森派一支队伍进入谢伊峡谷来研究纳瓦霍最后的避难所。他估计曼纽利托是这支纳瓦霍的首领。最后由于他们的牲畜和食物补给被抢纳瓦霍不得不投降。1864年春八千名纳瓦霍男女老少被迫跋涉或者坐车迁往480千米外的薩姆納堡。
在这次迁移开始前卡森就已经离开军队回家了，但是一些纳瓦霍认为他应该对这件事负责。他曾经保证投降的人不会受害。在路上估计300人死亡。许多人在此后的四年里死在保护区里。1868年纳瓦霍和美国政府签署了一份条约后被允许回到他们的家乡。此后纳瓦霍的印第安保留地被扩大到今天的规模。数千名其他逃到偏远地区的纳瓦霍也回到了他们的家乡。

### 南部平原战争
1864年11月卡尔顿派卡森去对付西得克萨斯的土著人。卡森和他的队伍在夯土墙遗址遇到一支由基奥瓦人、卡曼奇人和夏安族人组成的联合军，共1500多人。印第安人对卡森的队伍进行了数次攻击。卡森有两门榴弹炮，进攻者蒙受巨大的损失，然后卡森摧毁了土著人的帐篷和房屋。
几天后约翰·齐文顿上校带领的美军在桑德河造成了一场大屠杀。齐文顿自夸说他很快就要超过卡森成为自伟大的印第安人杀者了。卡森对这场屠杀非常气愤，他公开批评齐文顿的行为。
南部平原战争最后导致卡曼奇人与1865年签署和约。1865年10月在卡尔顿的提议下卡森被授予准将军衔。

## 科罗拉多
南北战争和印第安人战争结束后卡森被提升为将军，他驻扎在犹他地区的中心。卡森在这里有许多犹他族的朋友帮助他管理。威廉·特库姆塞·舍曼曾经到他们探访卡森。卡森退伍后从事农庄。1867年末他亲自伴随四名犹他族首领取华盛顿寻求政府的帮助。他回来后不久他的妻子生第八个孩子后不久逝世。一星期后卡森死于1868年5月23日，享年58岁。
他的死因是腹主动脉瘤，他死在科罗拉多州里昂堡的外科病房里。他被安葬在新墨西哥陶斯。他的墓碑铭文是“基特·卡森/死于1868年5月23日/59岁”。
他的临终留言是“再见了朋友们”。

## 声誉
许多将军在描述卡森时称他是一名极其令人尊敬的人。阿尔伯特·理查森在1850年代里结识卡森并描写卡森为“一名正直、纯洁和心灵坦率、天生的绅士。他受印第安人、墨西哥人和美国人的爱戴。”
1909年奥斯卡·立普斯也展现了一幅正面的卡森形象：“所有纳瓦霍族的老人至今为止记得基特·卡森这个名字。他们说他知道正义应该是怎样的，他与印第安人作战，但是也为他们着想。”
从1960年代开始历史学家、记者和美国土著人活动家重新考察了卡森对西部历史的贡献。1968年他的传记作家哈维·卡特尔写道：
但是就他的实际作为和他的实际性格来说，卡森没有被过分夸奖。假如历史要在山人当中找出一个人作为后代的榜样的话，那么卡森是最好的选择。在那些所有人当中他的好质量之多和少数坏质量之少远远超过了任何人。
在过去25年里一些记者展示了对卡森的另一种看法。弗吉尼亚·霍普金斯在1988年写道：“卡森直接或者间接地导致数千印第安人的死亡”。2000年汤姆·敦莱支持霍普金斯的意见，指出卡森直接导致了至少50名土著人的死亡。
1970年劳伦斯·凯利说卡尔顿警告18名纳瓦霍首领说所有纳瓦霍人“必须到来，在战争结束前他们在那里有吃的，并且受到保护。除非他们愿意这样做否则的话他们会被看作敌人。”
2006年1月19日《纳瓦霍时报》的资深记者和摄影师马莱·谢巴拉引用迪凡堡关于纳瓦霍族的报告说：“卡森命令他的士兵对所有纳瓦霍一见就开枪，包括妇女和孩子。”这个命令可能来自1862年10月12日卡尔顿在对阿帕切的时候发布的命令：“不管你们何时何地遇到那个部落的人，格杀勿论：不要伤害妇女和儿童，但是把他们关押起来，直到你获得其它命令。”
赛德斯说卡森相信美洲土著人需要保留地来把他们和白人的敌对和白人的文化分割开来和保护起来。卡森认为西部大多数印第安人造成的麻烦是由“白人的侵略”造成的。据说他认为印第安人对白人居民区的袭击是绝望的做法，“被饥饿逼迫导致的必须行为”。白人一群一群地到来使得美洲土著人的猎场消失了。

## 流行文化
基特·卡森生前他就已经成为一个传奇式的人物了。通过廉价小说、诗歌、音乐、电影、电视和漫画他的传奇生涯越加增大。他的形象比实际生活中的要传得伟大。

### 小说
至少有25本以卡森为题的小说，从1849年出版的《卡森，淘金王子》到1923年出版的《卡森，探子王》。
2000年出版的儿童小说《落星阿狄丽娜》描写的是虚构的他的长女的故事。
基特·卡森出现在20世纪里众多小说和低俗杂志故事中。
薇拉·凯瑟的小说《大主教之死》叙述了基特·卡森的传说。一开始他是土著人的朋友，后来他成为“误入歧途”的士兵。
威廉·萨洛扬获得普利茨奖的话剧《你这一辈子》里有一个基于基特·卡森的形象和声誉的老人。

### 电影
- 从1903年到1928年有过四部以基特·卡森为“主角”的无声电影。
- 从1933年到1947年好莱坞拍摄了三部（一系列）有声电影，乔恩·豪尔扮演主角。
- 1977年迪斯尼推出了一部《基特·卡森和山人》的影片。

### 电视
- 从1951年到1955年有过一部名为《基特·卡森历险记》的电视连续剧，比尔·威廉姆斯和唐·戴蒙德演主角
- 1986年播放的电视文献电视片《西部梦》中有卡森和弗雷蒙出现
- 2003年历史频道推出过一部关于卡森的纪录片
- 2008年公共电视网播出过一部名为《基特·卡森》的生平

### 音乐
加拿大歌手和作曲家布鲁斯·库克本1991年的唱片《只是燃灯》中有一支歌叫《基特·卡森》。

### 漫画
不但在美国有过多部基特·卡森作为人物出现的漫画，而且在英国、法国和意大利的漫画中他也有出现。

## 博物馆和荣誉
- 新墨西哥基特·卡森故居是美国国家历史地标，它今天是一座博物馆。
- 科罗拉多拉斯阿尼马斯有一座基特·卡森博物馆。它位于一座1940年建造的土建筑内，过去这座建筑物是为了关押在第二次世界大战中在北非战场上俘虏的德国战俘建造的。博物馆内展出本特縣从基特·卡森时期到第二次世界大战的历史。
- 科罗拉多州加兰堡今天是一个美国国家历史地标和博物馆。基特·卡森于1866年、1867年曾经短时迁移到这里来，因为他当时在这里指挥一支约100人的新墨西哥志愿军。堡内原来的土房里今天有重新布置的卡森的指挥部。
- 科罗拉多里昂堡的基特·卡森小教堂是用他去世的外科病房的石头建造的，公众可以参观。
- 新墨西哥拉亚多的基特·卡森博物馆是一座生态博物馆，附近费蒙特童军牧场的人在里面扮演日常生活。
- 在加利福尼亚埃斯孔迪多附近的圣帕斯卡尔历史战场州立公园是加州的州立公园，纪念参加美墨战争的美国人和墨西哥人，其中包括基特·卡森。公园里有一座访问者中心，里面展出当时战役的情况，还放映一部电影，除此之外它还介绍当地的文化历史。每年12月还表演当时作战的情况。

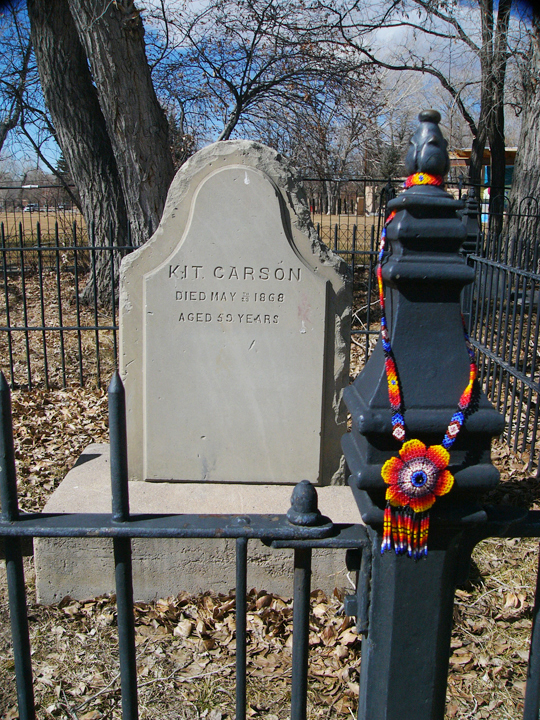
基特·卡森墓

以卡森命名的地方（不完全）：
- 内华达州州府卡森城
- 新墨西哥北部卡森国家林区
- 內華達山脈的卡森隘口
- 卡森河从加利福尼亚流入内华达
- 科罗拉多基特·卡森镇
- 科罗拉多基特卡森縣位于该州东部
- 科罗拉多南部基特·卡森峰
- 科罗拉多卡森堡陆军基地